# 三国線
三国線（みくにせん）は、福井県坂井郡金津町（現在のあわら市）の金津駅（現在の芦原温泉駅）から福井県坂井郡三国町（現在の坂井市）の三国港駅までを結んでいた、日本国有鉄道（国鉄）の鉄道路線である。赤字83線廃止の取組みの中で、1972年に廃止された。

## 路線データ（廃止時）
- 管轄：日本国有鉄道
- 区間（営業キロ）：金津 - 芦原 4.5 km（ほかに芦原 - 三国港 (5.3 km) は休止中）
- 軌間：1067 mm
- 駅数：2（起終点駅を含む。他に休止中の駅：2）
- 複線区間：なし（全線単線）
- 電化区間：なし（全線非電化）

## 歴史
北陸有数の港湾である三国港（みくにこう）と北陸本線を結ぶ目的で、1911年に官設鉄道により開業した鉄道路線である。1913年には、三国港荷扱所まで三国駅の構内扱いで延伸。翌年、正式に荷扱所は三国港駅（みくにみなとえき）となって同区間にも哩程が設定され、季節営業であったが三国 - 三国港間で旅客営業も開始した（通年旅客営業開始は1927年）。
1928年には、三国芦原電鉄（後の京福電気鉄道三国芦原線。現在のえちぜん鉄道三国芦原線）が芦原（現在のあわら湯のまち）まで開業。翌年には三国町（後の電車三国）まで延長され、三国線と並行するようになった。同鉄道は1932年に東尋坊口までが全通したが、三国芦原電鉄を合併した京福は太平洋戦争（大東亜戦争）が激化した1943年に不要不急線として電車三国 - 東尋坊口間を休止。1944年には三国線も不要不急線として全線が休止されると、京福は三国線の三国 - 三国港間を電化して同区間に乗り入れを開始し、芦原 - 三国港間は京福が営業を継続することとなった。不要不急路線対象の区間は地元民の勤労奉仕で軌道が撤去され資材が供出された。
終戦後、沿線自治体の陳情から三国線の復活が計画され、1946年に国鉄の手により軌道復活工事が開始され、金津 - 芦原間を復活させた。復活に際して、京福が金津 - 芦原間の軌道を国鉄から借用し、金津駅へ高架で乗り入れた上での三国芦原線と永平寺線との直通計画も同時期に検討されたが、沿線自治体は国鉄による運営を要望したことから京福側の計画は見送られた。同時に三国線の完全復旧を要望したことから、芦原より先は暫定的に国鉄の列車が京福芦原 - 三国港間に乗り入れることとなった（旅客列車のみ1950年3月廃止）。沿線は芦原温泉や東尋坊といった観光地を控えて関西方面からの直通列車も運転されたが、次第にモータリゼーションや競合する京福の影響を受け、利用は低迷した。前記の通り「赤字83線」の指定を受ける。1972年に休止中の芦原 - 三国港間を含めて全線が廃止された。
代替輸送は国鉄バスが大野自動車営業所の支所を設置、路線名を金津三国線として営業を行ったが、国鉄分割民営化直前の1987年に京福電気鉄道のバス部門（現在の京福バス）へ路線譲渡している。三国線は路線としては廃止されたものの、全駅がえちぜん鉄道の駅として存続している。

### 年表
- 1911年（明治44年）12月15日：鉄道院三国線 金津 - 三国間（5.4 M≒8.69 km）が開業[2][7][9]。芦原駅、三国駅開業[9]。
- 1913年（大正2年）1月1日：三国駅の構内扱いとして、三国駅より三国線を海岸へ延長の上で三国港荷扱所を開設[7]。
- 1914年（大正3年）7月1日： 三国 - 三国港間にマイル設定（0.7 M≒1.13 km）。三国港荷扱所を（貨）三国港駅に変更。
- 1927年（昭和2年）12月15日：三国 - 三国港間の通年旅客営業開始。
- 1930年（昭和5年）4月1日： マイル表示からメートル表示に変更（6.1 M→9.8 km）。
- 1934年（昭和9年）3月1日：北陸本線直通で福井 - 金津 - 三国港間にガソリンカー（気動車）を運転開始[注釈 2]。後に武生まで延長運転。蒸気機関車列車も併用運行。
- 1938年（昭和13年）6月1日：北陸本線に越前下関駅が三国線直通ガソリンカー専用駅として開業[11][12]。
- 1940年（昭和15年）11月1日：軍備によるガソリン消費規制からガソリンカーが廃止され、元の蒸気機関車列車に置き換える。越前下関駅廃止。
- 1944年（昭和19年）
  - 1月8日：京福電気鉄道三国芦原線電車三国 - 東尋坊口間休止[13]。
  - 10月11日：金津 - 三国港間 (9.8 km) を国有鉄道線としては休止[2][8][14]。三国線の三国 - 三国港間の営業権を京福電気鉄道に貸与[15]。電車三国駅を三国駅へ移転統合し、三国 - 三国港間が直流600V電化され京福電気鉄道の営業線として開業[13]。電車三国駅より三国神社方の三国芦原線の軌道を三国線に付け替え、三国芦原線の列車が乗り入れ。
- 1946年（昭和21年）8月15日：金津 - 芦原間 (4.5 km) 営業再開[2][7]。三国線の列車が京福芦原 - 三国港間へ乗り入れ（一部列車による片乗り入れ）。
- 1972年（昭和47年）3月1日：金津 - 芦原間 (4.5 km)、休止中の芦原 - 三国港間 (5.3 km) 廃止[2]。日本国有鉄道の芦原駅[7]、三国駅、三国港駅[8]廃止。

## 駅一覧
所在地・接続路線の所属事業者名は、全線廃止時のもの。全駅福井県に所在。*印を付した駅は、廃止時点で国鉄線として休止中の駅。駅名・キロ程は今尾 (2008)による。
| 駅名      | 駅間キロ | 営業キロ | 接続路線                 | 所在地                     |
| --------- | -------- | -------- | ------------------------ | -------------------------- |
| 金津駅    | -        | 0.0      | 日本国有鉄道：北陸本線   | 坂井郡金津町（現あわら市） |
| 芦原駅    | 4.5      | 4.5      | 京福電気鉄道：三国芦原線 | 坂井郡芦原町（現あわら市） |
| 三国駅*   | 4.2      | 8.7      |                          | 坂井郡三国町（現坂井市）   |
| 三国港駅* | 1.1      | 9.8      |                          | 坂井郡三国町（現坂井市）   |

- 三国 - 三国港間は休止日付で電化され京福電鉄三国芦原線として営業を開始したため、国鉄線としては廃止されたものの現存している。なお、三国芦原線としての駅間キロは0.1 km短縮され1.0 kmとなった。
- 金津駅には京福電鉄永平寺線も乗り入れていたが、乗客の減少により1969年（昭和44年）9月18日に金津 - 東古市（現永平寺口駅）間が廃止された。

## 運行形態
北陸本線直通も含め、旅客列車や貨物列車が三国港まで運行されていた時代もあったが、運行末期は、一部の列車を除き、金津 - 芦原間を往復するのみだった。

## 使用車両
- 2100形蒸気機関車
- キハ41000形気動車
- C12形蒸気機関車
- キハ35系気動車
- キハ45系気動車